# Eino Purje
Eino Alfred Purje pierwotne nazwisko Borg (ur. 2 lutego 1900 w Kymi, obecnie Kotka, zm. 2 września 1984 w Tervo) – fiński lekkoatleta średniodystansowiec, medalista olimpijski z 1928 i rekordzista świata.
Na igrzyskach olimpijskich w 1928] w Amsterdamie zdobył brązowy medal w biegu na 1500 metrów, po zaciętej walce ze swym rodakiem Paavo Nurmim i z Francuzem Julesem Ladoumègue. Startował również w biegu na 5000 metrów, ale nie ukończył biegu finałowego. Podobnie nie ukończył biegu finałowego na 1500 metrów na igrzyskach olimpijskich w 1932 w Los Angeles.
27 sierpnia 1927 w Wyborgu ustanowił rekord świata w biegu na 2000 metrów wynikiem 5:23,4, który przetrwał prawie 4 lata (poprawił go Ladoumègue).
Był mistrzem Finlandii w biegu na 1500 m w 1928, 1930 i 1931.